# شیروکانه‌دای

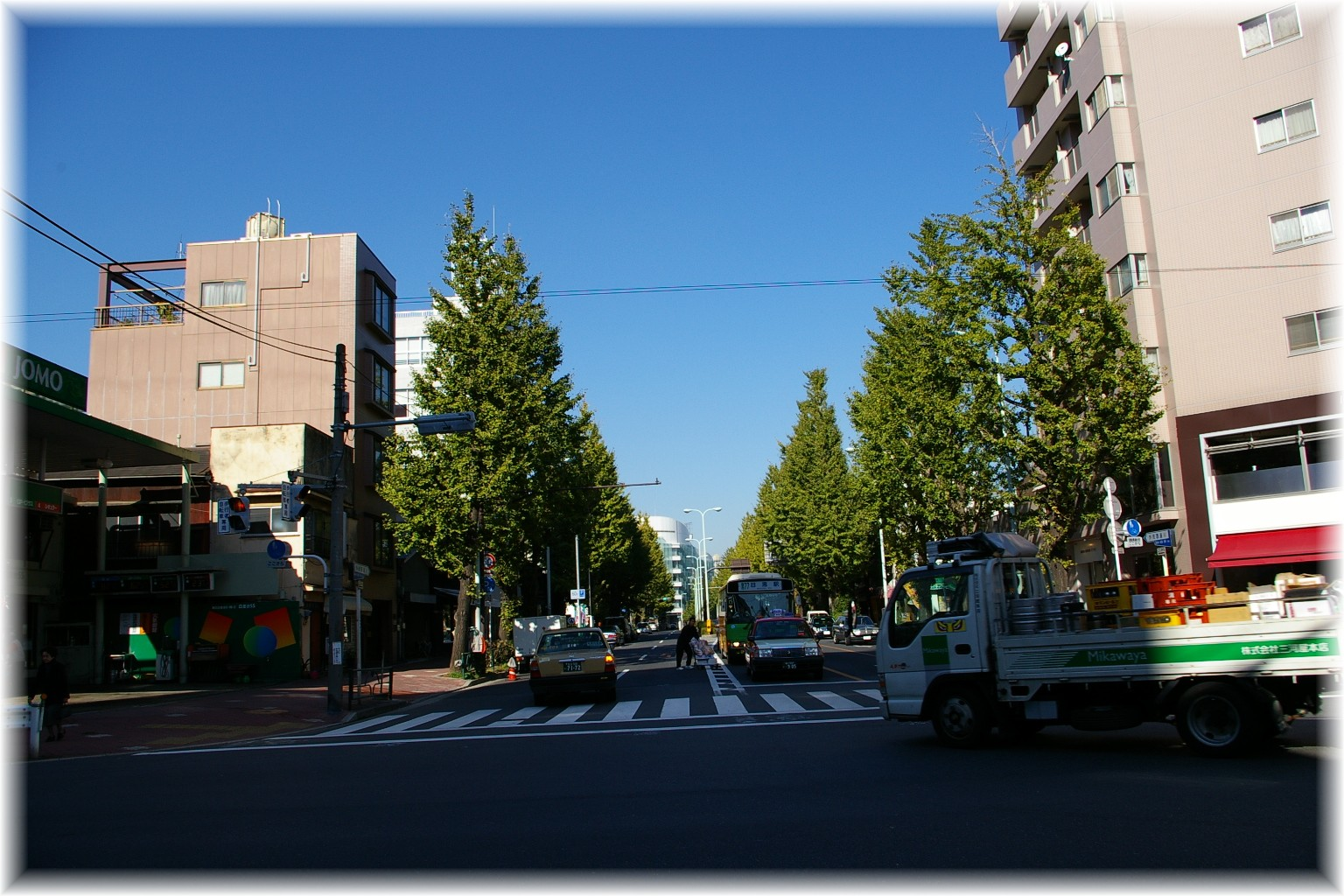
محلهٔ شیروکانه‌دای

شیروکانه‌دای (به ژاپنی: 白金台, Shirokanedai) یکی از محله‌های توکیو پایتخت ژاپن است که در منطقهٔ میناتو واقع شده‌است. این محله به پنج محلهٔ کوچکتر تقسیم می‌شود. 

## ایستگاه راه آهن
- متروی توکیو، خط نامبوکو،  (N-02) ایستگاه شیروکانه‌دای
- متروی توئی، خط میتا،  (I-02)